# Super Tintin
Super Tintin ist eine zwischen 1978 und 1987 erschienene Spezialausgabe des Magazins Tintin.

## Hintergrund
Jede Ausgabe wurde auf der Titelseite mit einem anderen Thema überschrieben. Die redaktionellen Beiträge, Spiele und Kurzgeschichten richteten sich nach dieser Vorgabe. Im Gegensatz zu Tintin Sélection, seinem direkten Vorgänger, wurde das Taschenbuchformat nicht mehr verwendet.

## Veröffentlichungen
Von Juni 1978 bis Juni 1987 erschienen vierteljährlich insgesamt 37 Ausgaben. Der Seitenumfang betrug 84 Seiten.

## Serien (Auswahl)
- Andy Morgan (1978–1985)
- Chick Bill (1978–1983)
- Barelli (1978–1979)
- Rick Master (1978)
- Bruno Brazil (1979–1983)
- Aria (1980–1987)
- Comanche (1980)
- Luc Orient (1980–1981)
- Oliver & Columbine (1980–1987)